# Stráž nad Nežárkou
Stráž nad Nežárkou är en stad i Tjeckien.   Den ligger i regionen Södra Böhmen, i den centrala delen av landet, 120 km söder om huvudstaden Prag. Stráž nad Nežárkou ligger 451 meter över havet och antalet invånare är 817.
Terrängen runt Stráž nad Nežárkou är platt. Runt Stráž nad Nežárkou är det ganska glesbefolkat, med 28 invånare per kvadratkilometer. Närmaste större samhälle är Jindřichův Hradec, 10,9 km nordost om Stráž nad Nežárkou. Omgivningarna runt Stráž nad Nežárkou är en mosaik av jordbruksmark och naturlig växtlighet.